# Municipio de Cleveland (condado de Miller)
El municipio de Cleveland (en inglés: Cleveland Township) es un municipio ubicado en el condado de Miller en el estado estadounidense de Arkansas. En el año 2010 tenía una población de 3139 habitantes y una densidad poblacional de 21,87 personas por km².

## Geografía
El municipio de Cleveland se encuentra ubicado en las coordenadas 33°21′15″N 93°51′57″O / 33.35417, -93.86583. Según la Oficina del Censo de los Estados Unidos, el municipio tiene una superficie total de 143.53 km², de la cual 143,35 km² corresponden a tierra firme y (0,12 %) 0,18 km² es agua.

## Demografía
Según el censo de 2010, había 3139 personas residiendo en el municipio de Cleveland. La densidad de población era de 21,87 hab./km². De los 3139 habitantes, el municipio de Cleveland estaba compuesto por el 97,55 % blancos, el 0,64 % eran afroamericanos, el 0,54 % eran amerindios, el 0,35 % eran asiáticos, el 0,06 % eran de otras razas y el 0,86 % eran de una mezcla de razas. Del total de la población el 1,37 % eran hispanos o latinos de cualquier raza.